# Саренпя, Владимир Рональдович
Влади́мир Ро́нальдович Са́ренпя (фин. Vladimir Saarenpää, 1949, Кус-Бей, Орегон, США — 1976, РСФСР, СССР) — советский серийный убийца. С осени 1975 по весну 1976 года совершил серию нападений на молодых женщин, два из которых закончились убийствами. Точные мотивы Саренпя так и остались неизвестными.

## Биография
Владимир Саренпя родился в 1949 году в городе Кус-Бей (Орегон, США) в семье американского коммуниста финского происхождения. В детстве вместе с родителями переехал в СССР в город Александров Владимирской области. Имел жену и двух дочерей. Работал водителем автобуса Александровского автотранспортного предприятия.
27 сентября 1975 года Саренпя совершил первое нападение на женщину. На дороге из Александрова в село Бакшеево он напал на велосипедистку. Сбив её с велосипеда, он стал наносить ей удары камнем по голове, но той удалось вырваться и убежать. 5 ноября 1975 года Саренпя в районе Двориковского шоссе напал на женщину, избил её до потери сознания. Совершить убийство ему помешали находившиеся неподалёку школьники, поднявшие шум. 14 ноября 1975 года Саренпя совершил первое убийство в лесозащитной полосе неподалёку от железнодорожной станции «Александров». Жертвой стала 18-летняя монтажница радиоаппаратуры Александровского радиозавода Татьяна Берсеньева. Саренпя изнасиловал её, затем убил ударами молотка и бросил в лесополосе. В качестве почерка Саренпя оставил на теле убитой следы своих зубов. Тело было вскоре обнаружено, равно как и установлена причина смерти женщины. Было возбуждено уголовное дело, однако спустя полгода оно было приостановлено в связи с невозможностью выявить подозреваемого. 16 января 1976 года Саренпя совершил ещё одно нападение на инженера-технолога завода имени 50-летия СССР. Он избил её металлическим прутом, пока она не потеряла сознание.
В городе началась паника. Люди боялись выходить на улицы в тёмное время суток и требовали от правоохранительных органов поскорее найти неизвестного убийцу. 6 марта 1976 года Саренпя убил телеграфистку районного узла связи Инну Гричугину и вновь оставил на теле следы своих зубов. Как выяснилось впоследствии, он оказывал ей знаки внимания, но она отвергла его притязания, поскольку он имел жену и детей.
Саренпя был отработан следствием в первую очередь как знакомый последней жертвы. 11 марта он дал первые показания, что в день убийства гулял с приятелем в ресторане. Однако вскоре его показания были опровергнуты. В квартире Саренпя были обнаружены вещи жертв. Под тяжестью улик маньяк признался в совершении 2 убийств и 9 покушений.
В 1976 году Владимирский областной суд приговорил Владимира Саренпя к смертной казни, вскоре приговор был приведён в исполнение.

## В массовой культуре
- Документальный фильм «Челюсти» из цикла «Следствие вели» (2010)
- Документальный фильм «Волчья пасть» из цикла «Легенды советского сыска» (2013)